# Wu taihu

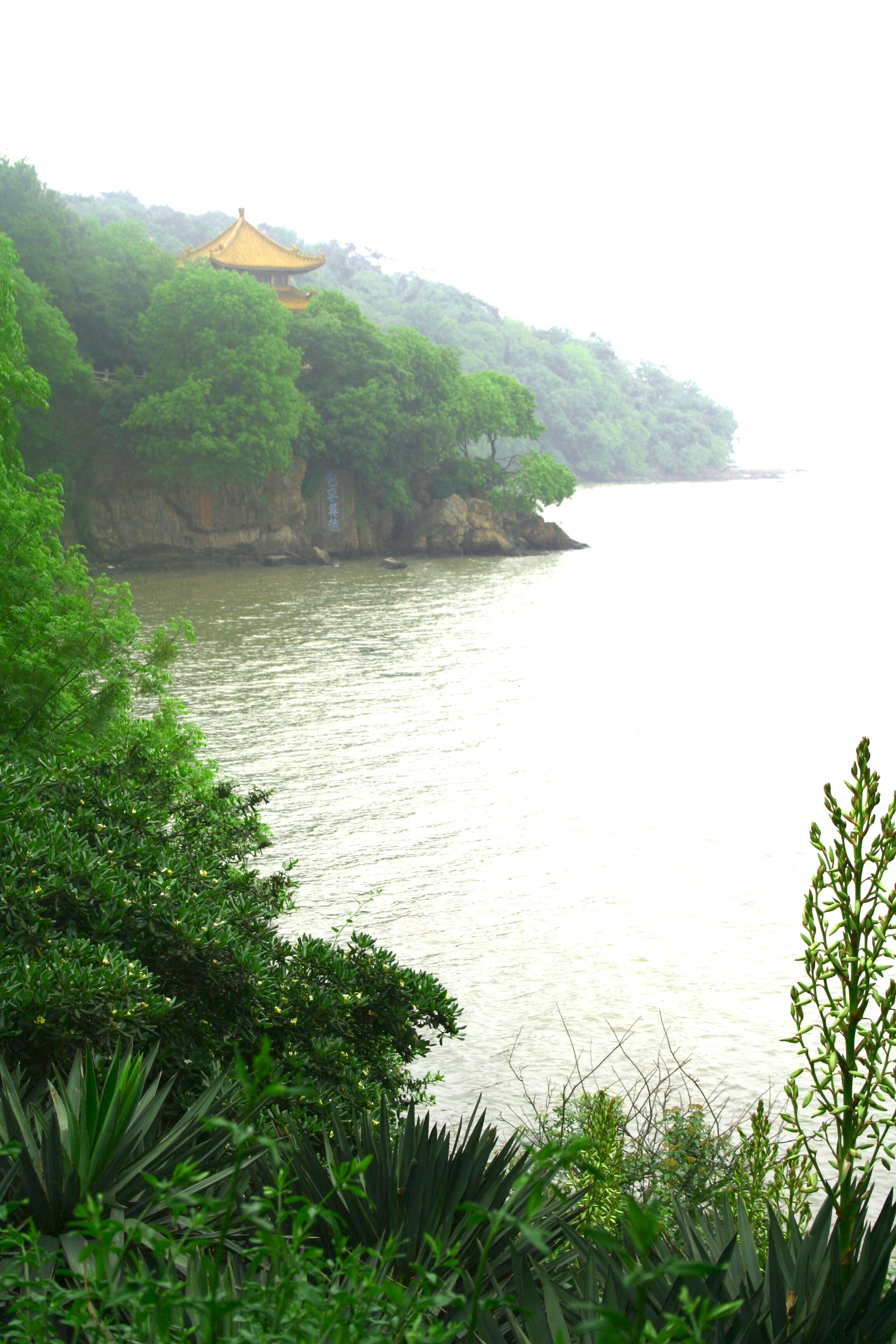
El lago Tai (Tài Hú) da nombre a la principal rama de chino wu

El wu taihu (吳語太湖片) o wu del Norte (北部吳語) es una agrupación de los dialectos más septentrionales del chino wu, hablados en gran parte del sur de la provincia de Jiangsu, incluyendo al suzhounés, dialecto de Wuxi, Changzhou, Nantong, Jingjiang y Danyang; en Shanghai el shanghainés y en la parte norte de la provincia de Zhejiang, incluyendo Hangzhou, Shaoxing, dialecto de Ningbo, Huzhou y Jiaxing. Una excepción notable es el dialecto de la ciudad de Jinxiang, que es un enclave lingüístico taihu en el condado de  Cangnan (Zhejiang) rodeado de pueblos de habla min zhenan. Los hablantes de las regiones alrededor del  lago Tai y la bahía de Hangzhou forman la población más grande de hablantes wu. Los dialectos de taihu como el shanghainés, shaoxing y ningbo son mutuamente inteligibles.

## Historia
La afinidad lingüística también se ha utilizado como herramienta para la identidad y la política regional en las regiones de Jiangbei y Jiangnan. Si bien la ciudad de Yangzhou era un próspero centro de comercio, se la consideraba parte de Jiangnan, que era conocida por ser rica, a pesar de que Yangzhou estaba al norte del río Yangtsé. Una vez que la riqueza y la prosperidad de Yangzhou desaparecieron, se consideró parte del area "estancada", Jiangbei.
Después de que Yangzhou dejara de ser considerado parte de Jiangnan, muchos de sus residentes pasaron del mandarín jianghuai, el dialecto de Yangzhou, a los dialectos wu taihu. Mientras en la propia Jiangnan, múltiples subdialectos de wu competían por la posición de dialecto de prestigio. 
En el censo de 1984, había alrededor de 85 millones de hablantes mutuamente inteligibles con el  shanghainés.

## Fonología
Las variedades taihu tienden a conservar las iniciales sonoras históricas. El número de vocales fonémicas puede alcanzar cifras superiores al de algunas lenguas germánicas. Las variedades de taihu suelen tener entre 7 y 8 tonos fonémicos,  aunque algunas pueden llegar hasta 12 o tan solo cinco   y todas tienen reglas de sandhi tonal complejas. 

## Dialectos
- Su–Jia–Hu (Suzhou – Jiaxing – Huzhou, 蘇嘉湖小片), también conocido como Su–Hu–Jia (Suzhou – Shanghai – Jiaxing, 蘇滬嘉小片) – 23 millones de hablantes en 1987 
  - Dialecto de Suzhou (Jiangsu)
  - Shanghainés
  - Dialecto Jiaxing (Zhejiang)
  - Dialecto de Wuxi (Jiangsu)
- Tiaoxi (苕溪小片, ahora considerado una subrama o grupo hermano de Suzhou – Shanghai – Jiaxing): 3 millones de hablantes en 1987 
  - Dialecto de Huzhou (Zhejiang)
  - Dialecto del sudeste de Guangde (Anhui)

Noroeste
- Piling (毗陵小片, hablado en las provincias de Jiangsu y Anhui): 8 millones de hablantes en 1987 
  - Dialecto de Changzhou (Jiangsu)
- Hangzhou (杭州小片): 1,2 millones de hablantes en 1987 
  - Dialecto de Hangzhou (Zhejiang)

Norte de Zhejiang 
- Lin – Shao (臨紹小片) – 7,8 millones de hablantes en 1987 
  - Dialecto de Shaoxing (Zhejiang)
  - Lin'an (Zhejiang)
- Yongjiang 甬江小片 o Mingzhou (明州小片) – 4 millones de hablantes en 1987 
  - Dialecto de Ningbo (Zhejiang)
  - Zhoushan (Zhejiang)
- El dialecto Jinxiang (金鄉話, parece ser un aislado, pero estrechamente relacionado con las variedades Taihu Wu del norte de Zhejiang).

## Lista de dialectos taihu
Entre los dialectos principales están:
- dialecto de shanghai
- dialecto de Ningbó
- dialecto de Hangzhou
- dialecto de Suzhou
- dialecto de Changzhou
- dialecto de Wuxi
- dialecto de Jiangyin
- dialecto Qi – Hai
- dialecto de Jinxiang